# Charlotte Stuart
Lady Charlotte Stuart, contessa di Canning (Parigi, 31 marzo 1817 – Calcutta, 18 novembre 1861), è stata una pittrice inglese.

## Biografia
Era la figlia dell'ambasciatore britannico, Charles Stuart, I barone Stuart de Rothesay, e di sua moglie, Lady Elizabeth Margaret Hardwicke, figlia di Philip Yorke, III conte di Hardwicke, e sorella della pittrice Louisa Anne Stuart.
La nonna di Charlotte, la contessa di Hardwicke, era presente alla sua nascita; in una lettera, osservò che "il primo aspetto della bambina era così sorprendentemente simile a suo padre da farci ridere tutti". Fu chiamata così in onore della sua madrina, la regina Carlotta.

## Matrimonio
Charlotte rimase a Parigi con la sua famiglia, acquisendo una buona padronanza del francese, fino al 1831, quando suo padre terminò il suo incarico presso l'ambasciatore. Al loro ritorno a Londra, vissero in una residenza di nuova costruzione a Carlton House Terrace. Tre anni dopo il ritorno a Londra, nel 1834, Charlotte fece il suo debutto in società. Poco dopo, incontrò Charles Canning, unico figlio rimasto dell'ex Primo Ministro, George Canning. Il giovane Canning le chiese di sposarlo e Charlotte acconsentì, ma suo padre rifiutò di permettere il matrimonio a causa di disaccordi politici che aveva con George Canning. Alla fine, sotto la pressione della famiglia, acconsentì al matrimonio.
La coppia si sposò il 5 settembre 1835 a St Martin-in-the-Fields, Londra. Fu eletto al Parlamento britannico l'anno seguente, e nel 1837 succedette al titolo di sua madre come Visconte Canning. Nel 1859 Charles fu elevato nella paria come Conte Canning.

### Lady of the Bedchamber
Nel 1842, Charlotte fu nominata Lady of the Bedchamber della Regina Vittoria, diventando una persona di fiducia sia di Vittoria che di suo marito, il Principe Alberto. Accettò l'offerta nel giro di un giorno, scrivendo che servire la regina era una "fonte di orgoglio e gratificazione". Potrebbe aver acconsentito per ragioni finanziarie, poiché la famiglia, pur rispettabile, non era ricca. Anche il suo matrimonio senza figli con Lord Canning non fu la più felice delle unioni.
Charlotte ricoprì questa posizione fino al 1855. Kate Hubbard nota molti tratti che probabilmente assicurarono a Charlotte il suo ruolo nella corte vittoriana. Oltre ad essere ben inserita, in quanto figlia di un ambasciatore e sposa di un politico emergente, Charlotte aveva un carattere rispettabile; era discreta, intelligente, socialmente abile e bella. Parlava anche fluentemente il francese, il che la rendeva utile in certe situazioni sociali, ed era nota per la sua conversazione intelligente. Essere una Lady of the Bedchamber era in gran parte cerimoniale; Charlotte servì come compagna della regina, accompagnandola nelle uscite quotidiane e alle cerimonie formali. Intratteneva anche i reali in visita e cenava con la regina quando Vittoria non era con la sua famiglia.
Lady Canning era un'aderente all'anglicanesimo, le sue opinioni religiose tendevano verso le tradizioni dell'alta chiesa, nonostante l'avversione personale di Vittoria per questa prospettiva. Vittoria favoriva il culto all'interno della tradizione presbiteriana trovata all'interno della Chiesa di Scozia; le sue dame di compagnia provenivano da diverse ali delle Chiese stabilite.

### Viceregina dell'India
Lord Canning fu nominato governatore generale dell'India e la coppia vi si trasferì nel gennaio 1856. Risiedettero nella Government House di Calcutta. Non le piaceva la formalità e la routine della residenza, scrivendo che "il suo più grande peccato è la sua intensa noia". La coppia trascorse i loro ritiri a Barrackpore, un "luogo risonantemente anglicizzato" a sedici miglia dal centro di Calcutta. Botanico affermato, Canning arrivò ad amare le caratteristiche "giungla" di Barrackpore, notando che la "crescita rigogliosa nel terreno della giungla all'esterno, di un verde abbagliante durante le piogge, è più bella di quanto io possa descrivere e penso sempre alla Palm House di Kew".
Lady Canning si trovava nel paese durante i moti indiani del 1857, una ribellione in India contro il governo della Compagnia britannica delle Indie orientali che durò dal maggio 1857 al luglio 1859. Suo marito fu molto criticato per la sua presunta clemenza verso i ribelli, ma i Canning avevano il fermo sostegno della regina. Dopo la fine dei moti, il governo dell'India fu trasferito alla corona britannica. Lord Canning ne fu nominato viceré, rendendo sua moglie la prima viceregina del paese. La sua nuova posizione non prevedeva doveri ufficiali, ma svolse un ruolo sociale e partecipò ad attività filantropiche.

### Arte
A causa della sua posizione elevata nel paese, Charlotte una volta descrisse la sua situazione come "isolata a un livello che non avrei mai potuto immaginare". Trovò conforto nella sua collezione e nelle rappresentazioni artistiche della flora indiana e dedicò gran parte del suo tempo al giardino di Barrackpore. La storica Eugenia W. Herbert descrive Charlotte come "la più memorabile e la più compiuta delle illustratrici botaniche in India". Le sue opere riempiono le pagine di diciannove volumi, attualmente conservati a Harewood House. Fu anche una delle prime fotografe indiane, scattò molte foto e ne commissionò e collezionò altre.
Interessata anche alla storia naturale, Charlotte raccolse diversi campioni quando viaggiava con il marito nei suoi tour in India. Il cugino accompagnò uno di questi viaggi e notò che il "genuino amore di Charlotte per le piante e i fiori rende ogni passo in questo paese di suo interesse". Viaggiò anche senza il marito. Tenne un diario e scrisse spesso alla regina Vittoria, fornendo resoconti dettagliati della vita in India. Inviò anche campioni della natura indiana ai figli di Vittoria. Vittoria, a sua volta, rispose regolarmente. Gran parte della loro corrispondenza è ancora presente. 

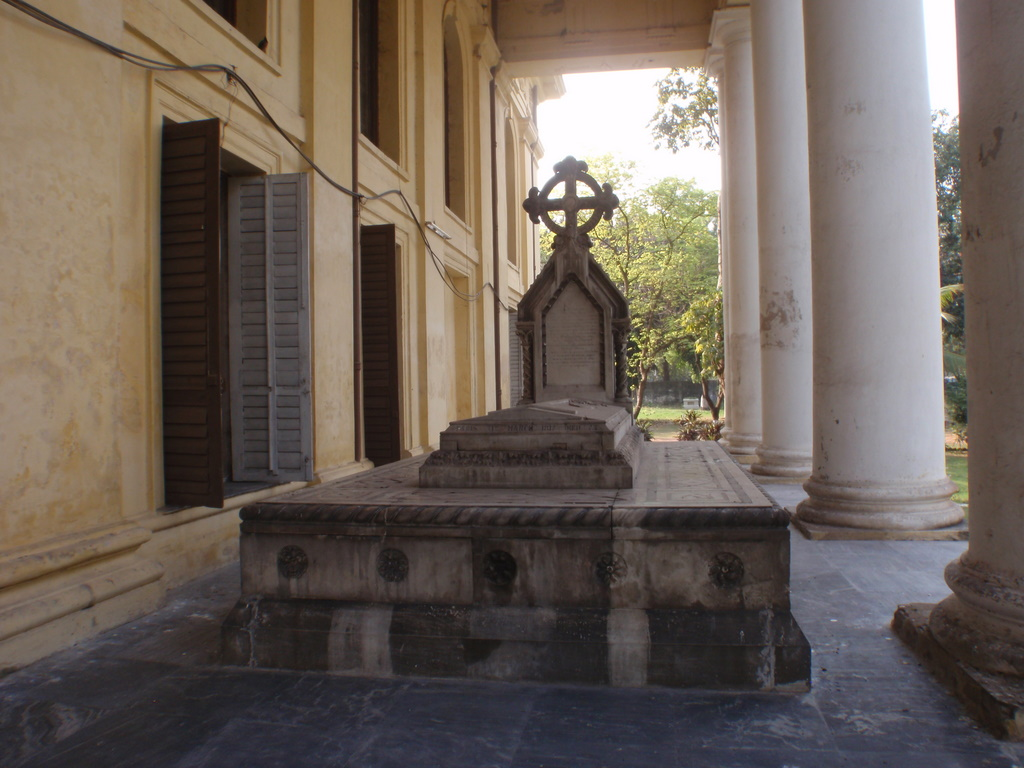
Monumento commemorativo di Lady Canning nella chiesa di San Giovanni, Calcutta.

## Morte
Dopo cinque anni in India, Charlotte non vedeva l'ora di tornare in Inghilterra e dalla sua famiglia, con la data di partenza prevista per il gennaio 1862. La regina Vittoria le aveva concesso la carica di ranger del Greenwich Park. Intraprese un ultimo viaggio per vedere le montagne che circondavano Darjeeling in ottobre e continuò il suo viaggio nel mese successivo tornando a Calcutta. Si ammalò durante il viaggio e morì di malaria a Government House, tra le braccia del marito. Fu sepolta nel terreno di Barrackpore, in un piccolo giardino che il marito descrisse come un "bel posto" che si affacciava su un fiume che "amava tanto disegnare". La notizia della sua scomparsa raggiunse la regina Vittoria poco prima della morte del suo stesso marito, il principe Alberto, a dicembre.
La morte di Lady Canning fu ampiamente riportata in Inghilterra, dove "generò una straordinaria, unanime dimostrazione di dolore patriottico". Fu esemplificata come un simbolo di virtù femminile in tutto l'Impero britannico, e si diceva che la sua morte avesse "gettato un'oscurità su Calcutta". Lord Canning si dolse profondamente e visitò la sua tomba ogni giorno; noto per il suo comportamento riservato, scoppiò in lacrime quando fu confortato dal vescovo di Calcutta. Non sopravvisse a lungo alla moglie, morendo l'anno successivo di malattia al fegato. Di conseguenza, toccò al suo erede Hubert de Burgh-Canning, organizzare la costruzione della sua tomba. Nel 1913, la sua tomba e il suo monumento commemorativo furono situati adiacenti alla chiesa di San Giovanni a Calcutta, che ora è visitabile al pubblico.
Due portfolio nel Victoria and Albert Museum contengono molti dei suoi acquerelli e disegni. In India, un dolce chiamato ledikeni (o "Lady Kenny") porta il nome di Lady Canning. È molto simile a un pantua ed è fatto di chhana e farina, e imbevuto di sciroppo di zucchero. Ci sono diverse leggende dietro le origini del dessert; una sostiene che un pasticcere lo abbia chiamato in onore di Lady Canning per il suo compleanno, mentre un'altra dice che il dolce fu preparato per commemorare la sua visita in India nel 1856. Si dice che divenne più famoso per il suo nome che per il suo sapore. Divenne di moda tra l'élite bengalese mangiare ledikeni nei decenni successivi alla sua morte.

## Ascendenza
|                                             |                    |                                                | Genitori                                     |  |  | Nonni |  |  | Bisnonni                       |  |  | Trisnonni                      |  |
|                                             |                    |                                                |                                              |  |  |       |  |  | John Stuart, III conte di Bute |  |  | James Stuart, II conte di Bute |  |
|                                             |                    |                                                |                                              |  |  |       |  |  | John Stuart, III conte di Bute |  |  | James Stuart, II conte di Bute |  |
|                                             |                    | lady Anne Campbell                             |                                              |  |  |       |  |  | John Stuart, III conte di Bute |  |  |                                |  |
| lord Charles Stuart                         |                    |                                                |                                              |  |  |       |  |  | John Stuart, III conte di Bute |  |  |                                |  |
|                                             |                    | Mary Wortley-Montagu, I baronessa Mount Stuart | Edward Wortley-Montagu                       |  |  |       |  |  |                                |  |  |                                |  |
|                                             |                    | Mary Wortley-Montagu, I baronessa Mount Stuart | Edward Wortley-Montagu                       |  |  |       |  |  |                                |  |  |                                |  |
|                                             |                    | Mary Wortley-Montagu, I baronessa Mount Stuart | lady Mary Pierrepont                         |  |  |       |  |  |                                |  |  |                                |  |
| Charles Stuart, I barone Stuart de Rothesay |                    | Mary Wortley-Montagu, I baronessa Mount Stuart |                                              |  |  |       |  |  |                                |  |  |                                |  |
|                                             |                    | lord Vere Bertie                               | Robert Bertie, I duca di Ancaster e Kesteven |  |  |       |  |  |                                |  |  |                                |  |
|                                             |                    | lord Vere Bertie                               | Robert Bertie, I duca di Ancaster e Kesteven |  |  |       |  |  |                                |  |  |                                |  |
|                                             |                    | lord Vere Bertie                               | Albinia Farringdon                           |  |  |       |  |  |                                |  |  |                                |  |
| hon. Louisa Bertie                          |                    | lord Vere Bertie                               |                                              |  |  |       |  |  |                                |  |  |                                |  |
|                                             |                    | Anne Casey                                     | sir Cecil Wray, XI baronetto                 |  |  |       |  |  |                                |  |  |                                |  |
|                                             |                    | Anne Casey                                     | sir Cecil Wray, XI baronetto                 |  |  |       |  |  |                                |  |  |                                |  |
|                                             |                    | Anne Casey                                     | Mary Columbine Harrison                      |  |  |       |  |  |                                |  |  |                                |  |
| hon. Charlotte Stuart                       |                    | Anne Casey                                     |                                              |  |  |       |  |  |                                |  |  |                                |  |
|                                             | hon. Charles Yorke | Philip Yorke, I conte di Hardwicke             |                                              |  |  |       |  |  |                                |  |  |                                |  |
|                                             | hon. Charles Yorke | Philip Yorke, I conte di Hardwicke             |                                              |  |  |       |  |  |                                |  |  |                                |  |
|                                             | hon. Charles Yorke | Margaret Cocks                                 |                                              |  |  |       |  |  |                                |  |  |                                |  |
| Philip Yorke, III conte di Hardwicke        | hon. Charles Yorke |                                                |                                              |  |  |       |  |  |                                |  |  |                                |  |
|                                             |                    | Katherine Blount Freeman                       | William Freeman                              |  |  |       |  |  |                                |  |  |                                |  |
|                                             |                    | Katherine Blount Freeman                       | William Freeman                              |  |  |       |  |  |                                |  |  |                                |  |
|                                             |                    | Katherine Blount Freeman                       | Katherine Blount                             |  |  |       |  |  |                                |  |  |                                |  |
| lady Elizabeth Margaret Yorke               |                    | Katherine Blount Freeman                       |                                              |  |  |       |  |  |                                |  |  |                                |  |
|                                             |                    | James Lindsay, V conte di Balcarres            | Colin Lindsay, III conte di Balcarres        |  |  |       |  |  |                                |  |  |                                |  |
|                                             |                    | James Lindsay, V conte di Balcarres            | Colin Lindsay, III conte di Balcarres        |  |  |       |  |  |                                |  |  |                                |  |
|                                             |                    | James Lindsay, V conte di Balcarres            | lady Margaret Campbell                       |  |  |       |  |  |                                |  |  |                                |  |
| lady Elizabeth Scot Lindsay                 |                    | James Lindsay, V conte di Balcarres            |                                              |  |  |       |  |  |                                |  |  |                                |  |
|                                             |                    | Anne Dalrymple                                 | sir Robert Dalrymple, II baronetto           |  |  |       |  |  |                                |  |  |                                |  |
|                                             |                    | Anne Dalrymple                                 | sir Robert Dalrymple, II baronetto           |  |  |       |  |  |                                |  |  |                                |  |
|                                             |                    | Anne Dalrymple                                 | Joanna Hamilton                              |  |  |       |  |  |                                |  |  |                                |  |
|                                             |                    | Anne Dalrymple                                 |                                              |  |  |       |  |  |                                |  |  |                                |  |